# Club Deportivo Burguillos
El Club Deportivo Burguillos es un equipo de fútbol de la ciudad de Burguillos del Cerro (Badajoz) España. Fue fundado en 1963 y jugó por última vez en la Regional Preferente de Extremadura en la temporada 2012-13. Actualmente el club sigue compitiendo en categorías inferiores.

## Datos del club
- Temporadas en 3.ª División: 12.